# Liste der Kastelle in Noricum und Oberpannonien
Die Liste der Kastelle in Noricum und Oberpannonien umfasst neben römischen Militärlagern auch Burgi und kleinere Wachtürme, die der Kontrolle und Verteidigung der Außengrenze der römischen Provinzen Noricum und Pannonia superior im Bereich des heutigen Bayern, Österreich und der Slowakei dienten. Die Reihenfolge erfolgt von Westen, flussabwärts der Donau entlang nach Osten bis zur slowakischen Hauptstadt Bratislava.
Die Streckenführung ist in die Abschnitte Noricum und Oberpannonien aufgeteilt. Ebenso werden zu Beginn auch die Kastelle und Limesanlagen rund um Passau hier geführt, da der Inn die Grenze zwischen den Provinzen Raetia und Noricum bildete. Auch das spätantike Kleinkastell Boiotro ist in der Notitia dignitatum in der Liste des norischen Heerführers, des Dux Pannoniae Primae et Norici Ripensis, angegeben.
- Strecke 1 (Noricum) beginnt bei Passau und endet bei Zeiselmauer.
- Strecke 2 (Oberpannonien) beginnt bei Klosterneuburg und endet bei Bratislava (SK).

## Kastelle und Wachtürme amnorischen Limes

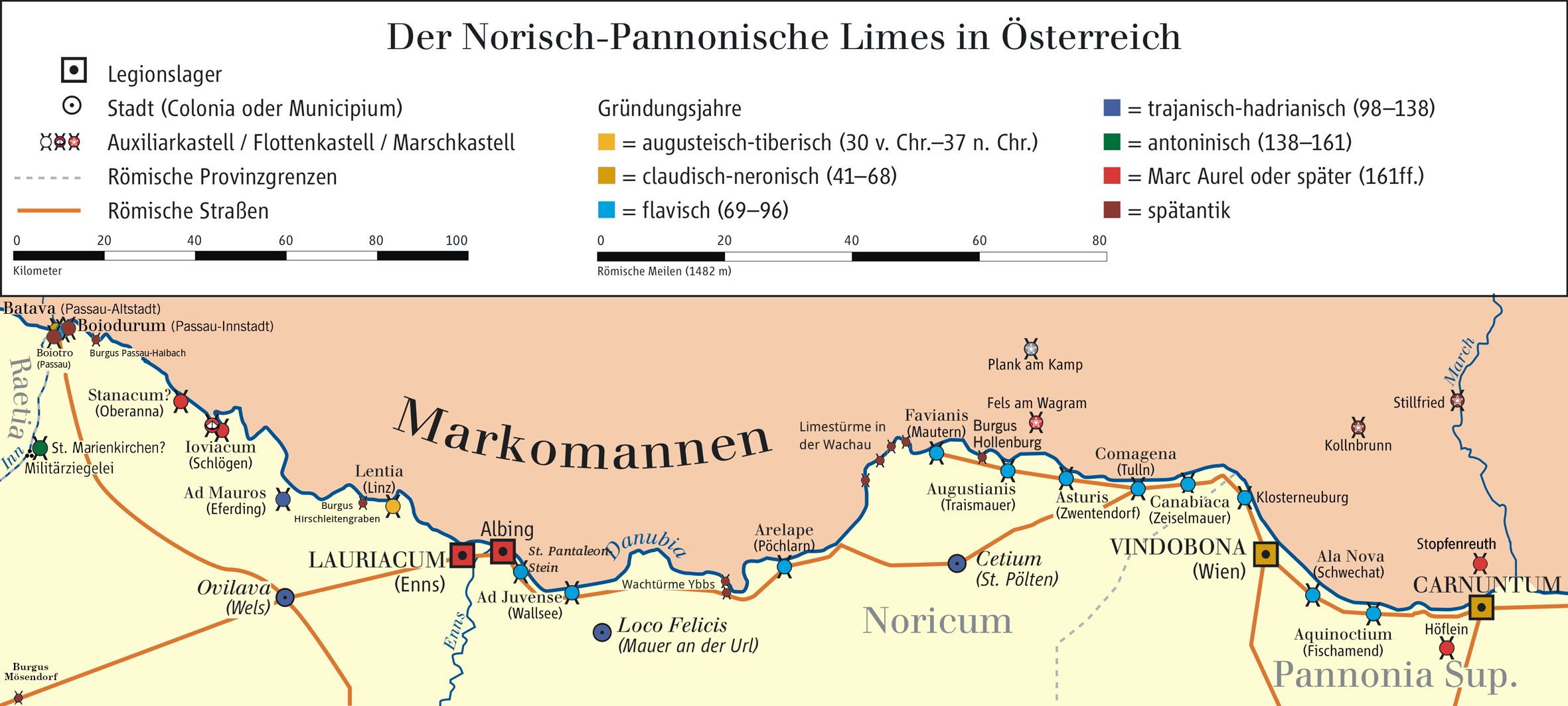
Der norische Limes

### Strecke 1 Noricum
| Kastell                                                                          | Nächstgelegener Ort                           |
| Kleinkastell Boiotro                                                             | Passau-Innstadt                               |
| Kastell Boiodurum                                                                | Passau-Innstadt/Rosenau                       |
| Burgus Passau-Haibach                                                            | Passau                                        |
| Burgus Oberranna                                                                 | Engelhartszell                                |
| Kleinkastell Schlögen                                                            | Schlögen, Haibach ob der Donau und St. Agatha |
| Kastell Eferding                                                                 | Eferding                                      |
| Wachturm Hirschleitengraben                                                      | Wilhering                                     |
| Burgus Mösendorf (Straßenwachposten und Zivilsiedlung der rückwärtigen Linie)    | Mösendorf                                     |
| Kastell Lentia                                                                   | Linz                                          |
| Lauriacum (Legionslager und Zivilstadt)                                          | Enns                                          |
| Legionslager Albing                                                              | St. Pantaleon-Erla                            |
| Kastell St. Pantaleon-Stein                                                      | St. Pantaleon-Erla                            |
| Kastell Wallsee                                                                  | Wallsee                                       |
| Locus Felicis (Kastell, Nachschubdepot und Zivilsiedlung der rückwärtigen Linie) | Mauer bei Amstetten                           |
| Wachtürme Ybbs                                                                   | Ybbs                                          |
| Kastell Arelape                                                                  | Pöchlarn                                      |
| Kastell Melk                                                                     | Melk an der Donau                             |
| Limestürme in der Wachau                                                         | Rossatz-Arnsdorf                              |
| Kastell Favianis                                                                 | Mautern an der Donau                          |
| Burgus Hollenburg                                                                | Hollenburg                                    |
| Kastell Traismauer                                                               | Traismauer                                    |
| Kastell Zwentendorf                                                              | Zwentendorf an der Donau                      |
| Kastell Comagena                                                                 | Tulln an der Donau                            |
| Kastell Zeiselmauer                                                              | Zeiselmauer                                   |

## Kastelle und Wachtürme amoberpannonischen Limes

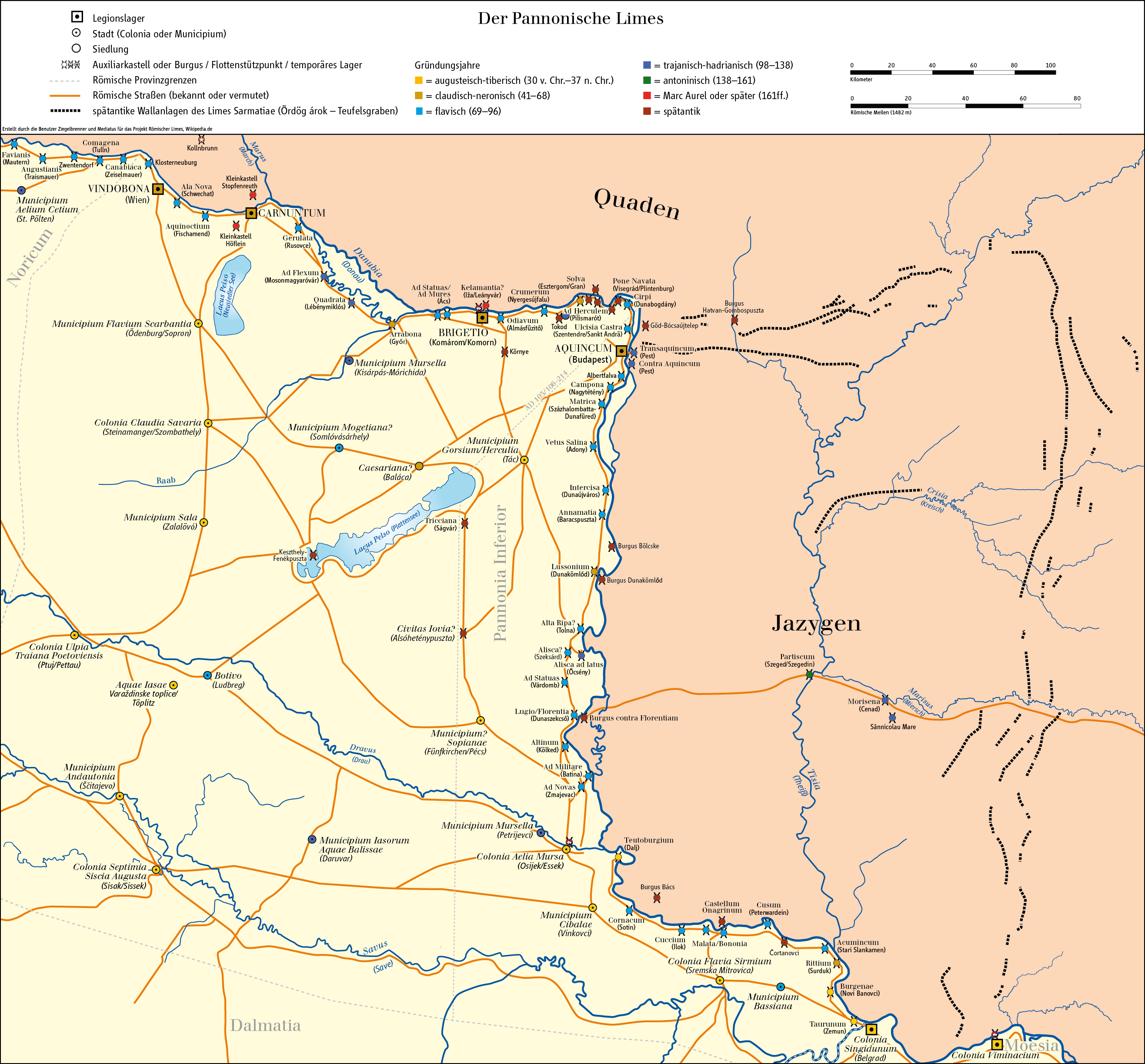
Der pannonische Limes

### Strecke 2 Oberpannonien
| Kastell                                                         | Nächstgelegener Ort                           |
| Kastell Klosterneuburg                                          | Klosterneuburg                                |
| Oberleiser Berg (germanischer Herrschersitz)                    | Oberleis                                      |
| Vindobona (Legionslager und Zivilstadt)                         | Wien                                          |
| Kastell Ala Nova                                                | Schwechat                                     |
| Kastell Aequinoctium                                            | Fischamend                                    |
| Kleinkastell Höflein (Straßenwachposten der rückwärtigen Linie) | Höflein                                       |
| Legionslager/Alenkastell Carnuntum                              | Bad Deutsch-Altenburg und Petronell-Carnuntum |
| Kleinkastell Stopfenreuth                                       | Engelhartstetten                              |
| Kastell Gerulata                                                | Rusovce                                       |

 Für weitere Kastelle am oberpannonischen Limes, siehe auch Liste der Limeskastelle in Ungarn

### Historische Studien
- András Graf: A pannonia ókori földrajzára vonatkozó kutatások áttekintö ößzefoglalása. Übersicht der antiken Geographie von Pannonien. Magyar Nemzeti Muzeum, Budapest 1936.